# エドワード・ユール
エドワード・G・ユール（Edward G. Uhl, 1918年3月24日 - 2010年5月9日）は、アメリカ合衆国の軍人、実業家。第二次世界大戦中、アメリカ陸軍武器科の将校としてバズーカを開発した。戦後はフェアチャイルド社社長などを歴任し、アメリカの航空宇宙産業の発展に携わった。

## 経歴
1918年、ニュージャージー州エリザベスにて生を受ける。1936年、ジェファーソン・ハイスクールを卒業。予備役将校訓練課程の奨学金を受けつつペンシルベニア州ベスレヘムのリーハイ大学工学部で学ぶ。1940年に卒業し、工学物理（engineering physics）の理学士号（Bachelor of Science）を授与された。

### 軍歴

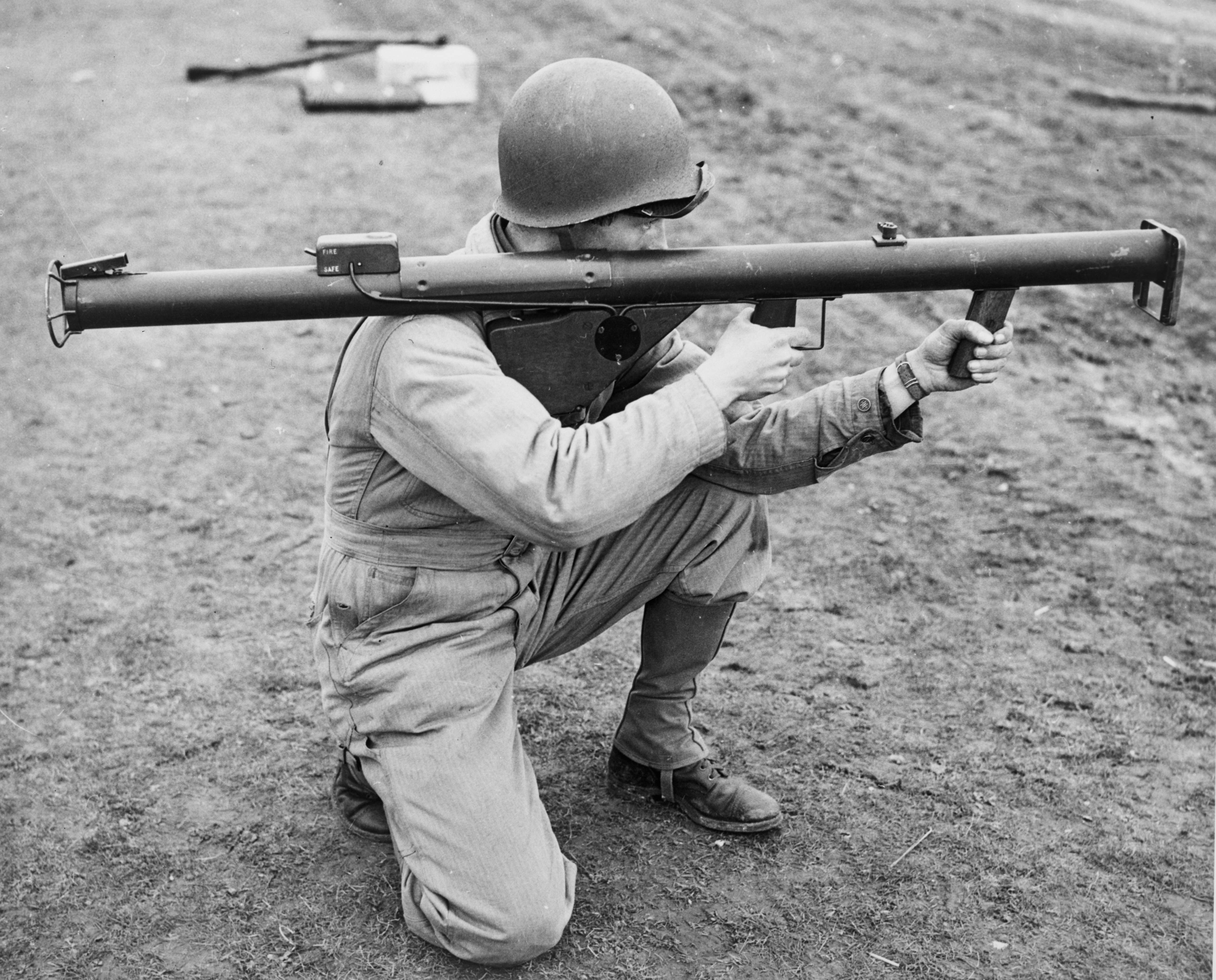
M1バズーカを構える兵士

1941年、陸軍に入隊し、武器科に配属される。
1942年、ユール中尉はM10成型炸薬（M10 shaped charge）を用いた歩兵携行用対戦車火器の開発に参加していた。この炸薬は手投げ弾に使用するには重量があり過ぎた為、ユールはこれを投射するべくスクラップの金属管を利用し、レスリー・A・スキナー（Leslie A. Skinner）と共に単純な無反動ロケット発射器を試作した。これがバズーカとして知られるロケット発射器の原型となった。
このロケット発射器開発の発端について、ユールは次のように語っている。

私はこのスクラップの山を歩いていて、あのチューブを見つけたのだ……たまたま、我々がロケット弾に作り替えた擲弾と同じサイズだった。私は言った、「これぞ答えだ！」と。兵士の肩にロケットを込めたチューブを載せ、そこから発射するわけだ。

バズーカは肩に載せて射撃することで、ロケットの噴射で射手の顔面が火傷する危険を避けることができた。1942年、この新兵器は北アフリカ戦線で初めて実戦投入され、後のノルマンディー方面の戦いではドイツ軍戦車に対する有効な攻撃手段の1つとして活用された。
戦後はダグラス・マッカーサー将軍の元で一時働き、1947年に中佐として陸軍を退役した。

### 退役後
退役後はグレン・L・マーティン社およびマーティン・マリエッタ社にて誘導弾開発に携わる。同社の技術担当副社長（vice-president of engineering）の役職を務めたほか、後にはフェアチャイルド・エンジン・アンド・エアプレーン社の社長（president）も務めた。彼の元でフェアチャイルド社は従来の航空機メーカーから、ミサイルや人工衛星まで手がける航空宇宙産業大手へと成長していった。事業拡大にあたり、ユールはヘリコプターを製造していたヒラー・エアクラフトや軍用機製造大手であるリパブリック・アビエーションなどを買収した。ヴェルナー・フォン・ブラウン博士とは狩猟仲間であったという。
1975年にはリーハイ大学から名誉科学博士号を贈られている。1979年、同大の理事会に名を連ね、1986年から1990年までは議長を務めた。
航空宇宙産業の分野において、ユールは引退までの40年間にフェアチャイルド社が手がけた多数のミサイル（MGM-1、AGM-12、MGM-31など）、民間機（FH-227、メトロ、マーリン、SF-340など）、軍用機（P5M、C-119、F-105、A-10など）、人工衛星（ペガサス、ATS-6、TDRSなど）の開発を指揮した。
1985年、フェアチャイルド社を退職。以後もいくつかの企業には役員や会長として名を置いていた。2010年、メリーランド州イーストンで心不全により死去。

## 家族
1943年に妻モーリーン・ケレハー（Maurine Keleher ）と結婚している。彼女は1966年に死去し、その後メアリー・スチュアート・ブルー（Mary Stuart Brugh）と再婚している。死去の時点で、妻以外の家族としては息子2人、娘1人、継息子2人、継娘1人、孫4人、継孫5人があった。

### 補足
1. ↑  発音は「ユール」（Yule）[1]。